# 湖內普濟宮
湖內普濟宮，位於中華民國高雄市湖內區的一間大道公廟，主奉閩南醫神保生大帝（大道公）。

## 歷史沿革
距今三百多年前，湖內本地先人先烈，追隨延平郡王鄭成功渡台後，卜居本地，結廬奉祀分靈自漳州白礁的保生大帝為本境庇護神。
根據普濟宮沿革記載，清朝嘉慶元年，董事王天培鑒及無廟宇，神明無所憑依，在眾信徒贊助下，選擇面湖靠山之天梯靈穴為廟地，興建具有相當規模之廟宇，恭塑保生大帝、清水祖師和中壇元帥金身合祀。
第二次世界大戰時，普濟宮廟宇建築遭受盟機轟炸，東廡西側被炸毀，在臺灣光復後翌年修復舊觀，然而百年古廟雖歷經多次修建仍老舊不堪，於民國六十九年（公元1980年）開工重建，民國七十四年（公元1980年）重建工程竣工，廟宇為宮殿式建築。

## 祀神
湖內普濟宮主祀保生大帝和清水祖師，陪祀中壇元帥、太歲星君、虎爺、韓清爺和盧德爺。